# چه کسی پنیر مرا جابه‌جا کرد
کتاب چه کسی پنیر مرا جابه‌جا کرد داستانی نوشتهٔ اسپنسر جانسون و کن بلانچارد است که با نام‌های دیگری مانند چه کسی پنیر مرا دزدید نیز شناخته می‌شود. این داستان راه تغییر کردن در زندگی و ایجاد تنوع در زندگی را به شیوه‌ای زیبا آموزش می‌دهد.
چاپ نخستِ متن اصلیِ کتاب در سال ۱۹۹۸ منتشر شده‌است.
در این داستان چهار شخصیت خیالی ترسیم شده‌اند:

موش‌ها: «اسنیف» و «اسکوری» و آدم‌کوچولوها، «هم» و «هاو». این چهار شخصیت برای نشان دادن قسمت‌های ساده و پیچیدهٔ درون ما، بدون توجه به سن، نژاد یا ملیت، در نظر گرفته شده‌اند.
ما، گاهی اوقات، ممکن است مثل اسنیف عمل کنیم، که تغییرات را زود بو می‌کشد؛ یا مثل اسکوری که به‌سرعت وارد عمل می‌شود. گاه مانند «هم» می‌شویم، که با انکار تغییرات در برابر آنها می‌ایستد، چراکه می‌ترسد به طرف چیزی بدتر کشیده شود. یا مثل «هاو» که یادمی‌گیرد وقتی شرایط او را به طرف چیز بهتری راهنمایی می‌کند، خود را با آن تغییر وفق دهد.